# Franz Anton

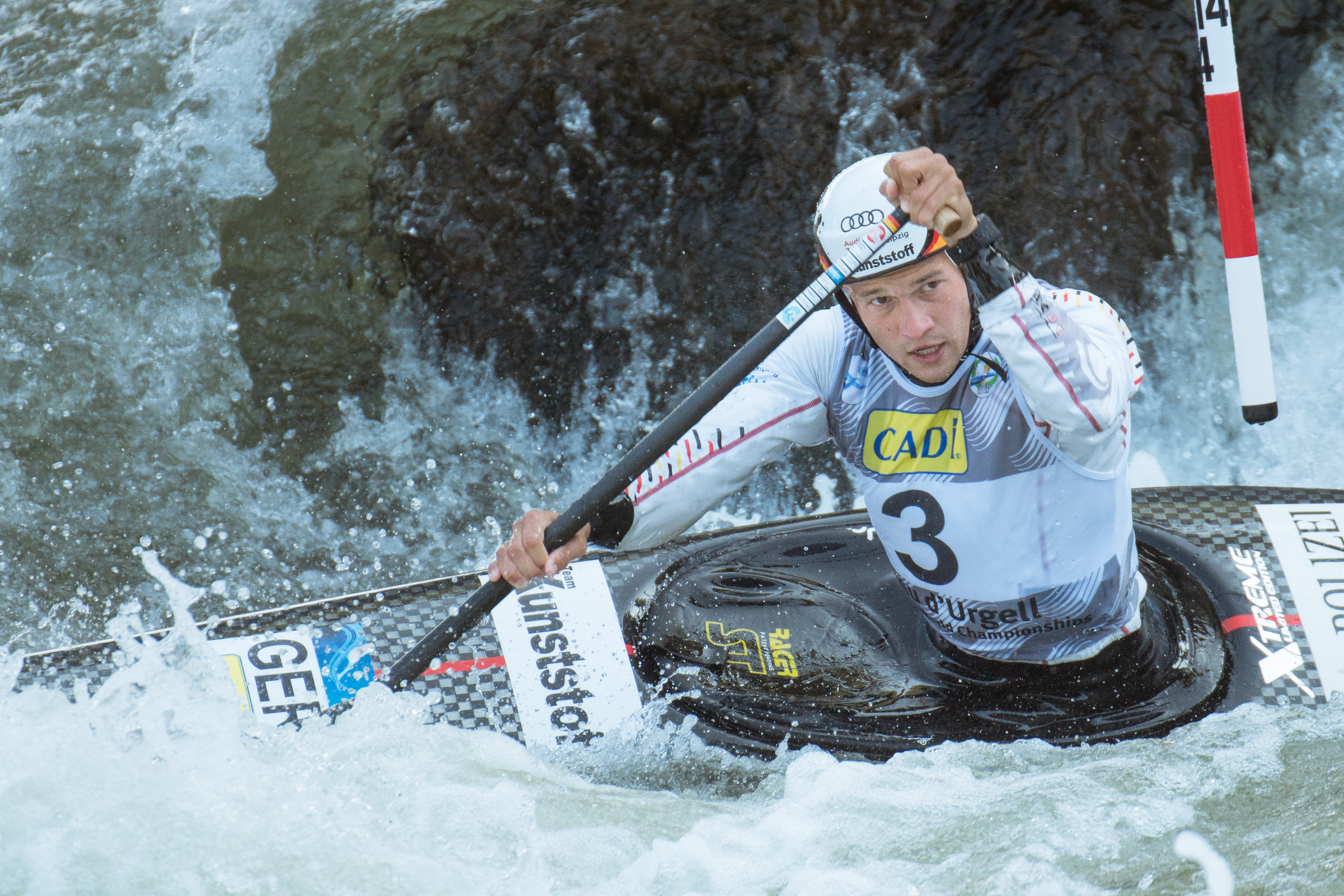
Franz Anton

Franz Anton (23 ottobre 1989) è un canoista tedesco, specializzato nello slalom.

## Palmarès
- Mondiali

Tracen 2010: argento nel C1 a squadre;
Praga 2013: argento nel C1 a squadre;
Deep Creek Lake 2014: bronzo nel C1;
Londra 2015: oro nello C1, argento nel C2 a squadre e nello C1 a squadre;
- Europei

Cracovia 2013: argento nel C1 a squadre e bronzo nel C2 a squadre;
Markkleeberg 2015: argento nello C2;
Liptovský Mikuláš 2016: bronzo nello C2 a squadre;
Tracen 2017: oro nello C1 a squadre;
Praga 2018: oro nel C2 a squadre.